# 维克托·帕斯·埃斯登索罗
维克托·安赫尔·帕斯·埃斯登索罗（西班牙語：Víctor Ángel Paz Estenssoro；1907年10月2日—2001年6月7日），是玻利维亚民族革命運動的领袖和创始人之一，曾三次出任玻利维亚总统，任内实行了一系列民主主义改革。

## 生平
1907年，出生于塔里哈的银行雇员家庭。
1927年，毕业于拉巴斯圣安德烈斯大学，从事律师行业。
1932年，任财政部副部长。
1937年，任总统的经济顾问。
1938年，当选塔里哈省议会议员，还担任矿业银行经理。
1939年，任玻利维亚矿业银行行长。
1941年，参与创建民族主义革命运动党。
1943年，任财政部长。
1946年，流亡阿根廷。
1948年，被选为民族主义革命运动党最高主席。
1951年，军人发动政变未能当选总统。
1952年，领导起义推翻军政府，就任总统。
1956年，任驻英国大使。
1960年，第二次当选总统。
1964年，第三次当选总统，11月，被空军司令雷内·巴里恩托斯、陆军司令阿尔弗雷多·奥万多发动军事政变推翻，流亡秘鲁。
1971年，乌戈·班塞尔发动军事政变，担任总统。8月，回国。
1974年，民族主义革命运动党被定位非法政党，被外放巴拉圭。
1978年，回国。
1985年，第四次当选总统。
1990年，辞去职务退休。
2001年，去世。